# Камышино (Татарский район)
Камы́шино — деревня в Татарском районе Новосибирской области. Входит в состав Орловского сельсовета.

## География
Площадь деревни — 120 гектаров.

## Население
| 2002 | 2007 | 2010 | 2012 | 2013 | 2014 |
| ---- | ---- | ---- | ---- | ---- | ---- |
| 75   | ↘59  | ↘45  | ↗61  | ↗64  | ↗65  |

## Инфраструктура
В деревне по данным на 2007 год функционируют 1 учреждение здравоохранения и 1 учреждение образования.